# Puerto Lempira
Puerto Lempira (uit het Spaans: "Haven van Lempira") is de hoofdplaats van het departement Gracias a Dios (La Mosquitia) in Honduras. De gemeente (gemeentecode 0901) grenst aan de Caraïbische Zee en aan Nicaragua.
Puerto Lempira werd in 1975 de hoofdplaats van het departement. Daarvoor was dit Brus Laguna.
Het dorp heette vroeger Auya Yari, wat "Groot strand" betekent. Het ligt aan de Caratascalagune.

## Bevolking
De bevolking is als volgt verdeeld:
| Vrouwen | 26.678 | 51,6% |
| Mannen  | 25.024 | 48,4% |

## Dorpen
De gemeente bestaat uit 31 dorpen (aldea), waarvan de grootste qua inwoneraantal: Puerto Lempira (code 090101) en Cauquira (090109).